# Ivo Kopecky
Ivo Kopecky, slovenski skladatelj, pianist in pedagog, * 24. december 1947, Maribor.

## Življenjepis
Na Akademiji za glasbo v Ljubljani je končal študij kompozicije leta 1970, podiplomsko pa se je izpopolnjeval v Novem Sadu.
Kopecky je profesor na Pedagoški fakulteti v Mariboru in se predvsem ukvarja z elektronsko glasbo.